# 凯文·奥康奈尔
凯文·奥康奈尔（英語：Kevin O'Connell，1957年11月27日—）是一个重录混音师。他曾因20次提名而未获奖，保持获得最多奥斯卡金像奖提名而没有获奖的记录，直到2017年第89届奥斯卡金像奖上才因血战钢锯岭（2016年）获得了他第一个奥斯卡最佳音响效果奖。除了共21次奥斯卡金像奖提名外，奥康奈尔还获得过2次英国电影学院奖提名，13次电影音频协会奖提名和5次卫星奖提名。

## 职业生涯
奥康奈尔出生于纽约州长岛，于加利福尼亚州洛杉矶长大。18岁时，他成为二十世纪福克斯工作室的放映员，他的母亲是声音部门负责人的秘书。
随后，由于未能通过工会考试，他在接下来的一年里成了洛杉矶县消防员。关心他的母亲，在他参与洛杉矶西尔马的一场山火救援之后憔悴和焦黑的外表感到震惊，说服他换了一份新工作。他在华纳好莱坞影业获得了一份机房操作员的工作，该公司1978年前也被称为塞缪尔·戈德温影业。他在那里开始参与电影制作，包括油脂（1978）。成为一名录音技师，星球大战V：帝国反击战（1980）是他的第一个大银幕作品。而他作为混音师的第一个作品是大侦探对大明星（1982）。
1993年，奥康奈尔作为监督混音师加入了索尼影视娱乐，参与了世界末日（1998）、蜘蛛侠（2002）和变形金刚（2007）音效的制作。2013年10月，他被聘请提供混音，并在陶德Soundelux担任一个创造性的领导角色，在该公司位于加利福尼亚州圣莫尼卡的陶德宽银幕部门工作。奥康奈尔于2015年重返索尼影业后期制作工作。
他曾担任美国电影艺术与科学学会声音分会的代表。

## 赢得奥斯卡奖
奥康奈尔曾保持着20次，最多奥斯卡金像奖提名而没有获奖的记录，他最初在2006年凭借他的第18次提名并落选创造了纪录，使他成为“奥斯卡金像奖历史上最不幸的候选人”。2017年，他凭借血战钢锯岭（2016）在第89届奥斯卡金像奖上获得了他的第一个奥斯卡奖。
在2017年2月26日举行的颁奖仪式上，奥康奈尔了感谢他的母亲斯吉皮（Skippy）曾敦促他进入这个行业。“她已经去世了”，他说，“2007年，当我第19次落选的奥斯卡颁奖典礼当晚，她在医院，并坚持要我去参加颁奖典礼，因为她永远不会让我不去。”在那天晚上没有获奖后，他赶到医院，在那里，他说，“她在我的怀里去世了。”

## 个人生活
2001年，凯文和希瑟·奥康奈尔结婚。

## 荣誉

### 奥斯卡奖
| 年份 | 提名影片       | 结果 | 获奖影片       |
| ---- | -------------- | ---- | -------------- |
| 1983 | 母女情深       | 提名 | 太空先锋       |
| 1984 | 沙丘           | 提名 | 莫扎特传       |
| 1985 | 西瓦拉多大决战 | 提名 | 走出非洲       |
| 1986 | 壮志凌云       | 提名 | 野战排         |
| 1989 | 黑雨           | 提名 | 光荣战役       |
| 1990 | 霹雳男儿       | 提名 | 与狼共舞       |
| 1992 | 好人寥寥       | 提名 | 最后的莫希干人 |
| 1995 | 红潮风暴       | 提名 | 阿波罗13号     |
| 1996 | 龙卷风         | 提名 | 英国病人       |
| 1996 | 勇闯夺命岛     | 提名 | 英国病人       |
| 1997 | 空中监狱       | 提名 | 泰坦尼克号     |
| 1998 | 佐罗的面具     | 提名 | 拯救大兵瑞恩   |
| 1998 | 世界末日       | 提名 | 拯救大兵瑞恩   |
| 2000 | 爱国者         | 提名 | 角斗士         |
| 2001 | 珍珠港         | 提名 | 黑鹰坠落       |
| 2002 | 蜘蛛侠         | 提名 | 芝加哥         |
| 2004 | 蜘蛛侠2        | 提名 | 灵魂歌王       |
| 2005 | 艺伎回忆录     | 提名 | 金刚           |
| 2006 | 启示           | 提名 | 梦女孩         |
| 2007 | 变形金刚       | 提名 | 谍影重重3      |
| 2016 | 血战钢锯岭     | 獲獎 | 血战钢锯岭     |

### 黄金时段艾美奖
1989年，奥康奈尔与詹姆斯·L·艾克霍茨、迈克尔·赫伯克和唐·翰逊一起因电视迷你剧孤鸽镇（1989）获得了黄金时段艾美奖迷你剧或电影杰出音响效果奖。

### 影音协会奖
提名：
1. 电影混音杰出成就 - 现场表演 - 血战钢锯岭（2016）（与七位同事分享）[1]